# Natuurkundige grootheden en eenheden
In de natuurwetenschappen is het van groot belang om de numerieke waarde van natuurkundige grootheden te kunnen bepalen. Dit gebeurt met behulp van meettechnieken. Deze pagina geeft een overzicht van de in de natuurkunde toegepaste grootheden, en de bijbehorende eenheden. Sommige van deze grootheden zijn scalairen, andere zijn vectoren.

Metrologische afhankelijkheden tussen SI-basiseenheden

De zeven grondeenheden, zoals die zijn vastgelegd in het Système international (SI), zijn in de tabel op een gekleurde ondergrond aangegeven. De andere grootheden en eenheden worden officieel aangeduid als respectievelijk afgeleide grootheden en afgeleide eenheden: veel gebruikte combinaties van grondgrootheden respectievelijk -eenheden, die voor het gemak door één symbool voorgesteld worden.
| Grootheid                                       | Naam                              | SI-symbool                        | Uitdrukking in SI-grond-eenheden | Uitdrukking in SI-grond-eenheden | Dimensie   |
| ----------------------------------------------- | --------------------------------- | --------------------------------- | -------------------------------- | -------------------------------- | ---------- |
| Speciale namen en symbolen                      |                                   |                                   |                                  |                                  |            |
| hoeveelheid stof                                | mol                               | mol                               | mol                              |                                  |            |
| hoek                                            | radiaal                           | rad                               | 1                                | m·m−1                            |            |
| ruimtehoek                                      | steradiaal                        | sr                                | 1                                | m2·m−2                           |            |
| lengte                                          | meter                             | m                                 | m                                |                                  | l          |
| massa                                           | kilogram                          | kg                                | kg                               |                                  | m          |
| elektrische lading                              | coulomb                           | C                                 | A·s                              |                                  | Q          |
| tijd                                            | seconde                           | s                                 | s                                |                                  | t          |
| frequentie                                      | hertz                             | Hz                                | s−1                              |                                  | t−1        |
| radioactiviteit                                 | becquerel                         | Bq                                | s−1                              |                                  | t−1        |
| katalytische activiteit                         | katal                             | kat                               | mol·s−1                          |                                  | t−1        |
| temperatuur                                     | kelvin                            | K                                 | K                                |                                  | T of Θ     |
| geabsorbeerde radioactieve dosis                | gray                              | Gy                                | J·kg−1                           | m2·s−2                           | l2t−2      |
| radioactieve-dosisequivalent                    | sievert                           | Sv                                | J·kg−1                           | m2·s−2                           | l2t−2      |
| verlichtingssterkte                             | lux                               | lx                                | cd·sr·m−2                        |                                  | mt−3       |
| elektrische stroom                              | ampère                            | A                                 | A                                |                                  | Qt −1      |
| zelfinductie, wederzijdse inductie              | henry                             | H                                 | V·A−1·s                          | m2·kg·s−2·A−2                    | l2mQ−2     |
| kracht                                          | newton                            | N                                 | m·kg·s−2                         |                                  | lmt−2      |
| energie, arbeid, warmte                         | joule                             | J                                 | N·m                              | m2·kg·s−2                        | l2mt−2     |
| vermogen                                        | watt                              | W                                 | J·s−1                            | m2·kg·s−3                        | l2mt−3     |
| lichtsterkte                                    | candela                           | cd                                | cd                               |                                  | l2mt−3     |
| lichtstroom                                     | lumen                             | lm                                | cd·sr                            |                                  | l2mt−3     |
| druk, mechanische spanning                      | pascal                            | Pa                                | N·m−2                            | m−1·kg·s−2                       | l−1mt−2    |
| magnetische fluxdichtheid, magnetische inductie | tesla                             | T                                 | V·s·m−2                          | kg·s−2·A−1                       | mQ−1t−1    |
| elektrische spanning, elektromotorische kracht  | volt                              | V                                 | W·A−1                            | m2·kg·s−3·A−1                    | l2mQ−1t−2  |
| magnetische flux                                | weber                             | Wb                                | V·s                              | m2·kg·s−2·A−1                    | l2mQ−1t−1  |
| weerstand                                       | ohm                               | Ω                                 | V·A−1                            | m2·kg·s−3·A−2                    | l2mQ−2t−1  |
| elektrische geleidbaarheid                      | siemens                           | S                                 | A·V−1                            | m−2·kg−1·s3·A2                   | l−2m−1Q2t  |
| elektrische capaciteit                          | farad                             | F                                 | C·V−1                            | m−2·kg−1·s4·A2                   | l−2m−1Q2t2 |
| Andere grootheden                               |                                   |                                   |                                  |                                  |            |
| specifieke lichtstroom                          | lumen per watt                    | lumen per watt                    | lm·W−1                           |                                  |            |
| oppervlak                                       | vierkante meter                   | vierkante meter                   | m2                               |                                  | l2         |
| inhoud                                          | kubieke meter                     | kubieke meter                     | m³                               |                                  | l3         |
| molair volume                                   | kubieke meter per mol             | kubieke meter per mol             | m³·mol−1                         |                                  | l3         |
| golfgetal                                       | per meter                         | per meter                         | m−1                              |                                  | l−1        |
| concentratie                                    | mol per kubieke meter             | mol per kubieke meter             | mol·m−3                          |                                  | L−3        |
| hoeksnelheid                                    | radialen per seconde              | radialen per seconde              | s−1, rad·s−1                     |                                  | t−1        |
| soortelijk volume                               | kubieke meter per kilogram        | kubieke meter per kilogram        | m³·kg−1                          |                                  | l3m−1      |
| dichtheid, soortelijke massa                    | kilogram per kubieke meter        | kilogram per kubieke meter        | kg·m−3                           |                                  | l−3m       |
| elektrische ladingsdichtheid                    | coulomb per kubieke meter         | coulomb per kubieke meter         | C·m−3                            | m−3·s·A                          | l−3Q       |
| snelheid                                        | meter per seconde                 | meter per seconde                 | m·s−1                            |                                  | lt−1       |
| versnelling                                     | meter per seconde kwadraat        | meter per seconde kwadraat        | m·s−2                            |                                  | lt−2       |
| kinematische viscositeit, diffussiecoëfficiënt  | vierkante meter per seconde       | vierkante meter per seconde       | m2·s−1                           |                                  | l2t−1      |
| verbrandingswarmte                              | joule per kilogram                | joule per kilogram                | J·kg−1                           | m2·s−2                           | l2t−2      |
| snelheid geabsorbeerde dosis                    | gray per seconde                  | gray per seconde                  | Gy·s−1                           | m2·s−3                           | l2t−3      |
| blootstelling (aan röntgen- en gammastraling)   | coulomb per kilogram              | coulomb per kilogram              | C·kg−1                           | kg−1·s·A                         | m−1Q       |
| oppervlaktespanning                             | newton per meter                  | newton per meter                  | N·m−1 = J·m−2                    | kg·s−2                           | mt−2       |
| luminantie                                      | candela per vierkante meter       | candela per vierkante meter       | cd·m−2                           |                                  | mt−3       |
| permeabiliteit                                  | henry per meter                   | henry per meter                   | H·m−1                            | m·kg·s−2·A−2                     | lmQ−2      |
| impuls, stoot                                   | kilogrammeter per seconde         | kilogrammeter per seconde         | kg m s−1                         |                                  | lmt−1      |
| moment                                          | newtonmeter                       | newtonmeter                       | N·m                              | m2·kg·s−2                        | l2mt−2     |
| molaire energie                                 | joule per mol                     | joule per mol                     | J·mol−1                          | m2·kg·s−2·mol−1                  | l2mt−2     |
| dynamische viscositeit                          | newtonseconde per vierkante meter | newtonseconde per vierkante meter | N·s·m−2 = Pa·s                   | m−1·kg·s−1                       | l−1mt−1    |
| energiedichtheid                                | joule per kubieke meter           | joule per kubieke meter           | J·m−3                            | m−1·kg·s−2                       | l−1mt−2    |
| magnetische veldsterkte                         | ampère per meter                  | ampère per meter                  | A·m−1                            |                                  | l−1Qt−1    |
| elektrische stroomdichtheid                     | ampère per vierkante meter        | ampère per vierkante meter        | A·m−2                            |                                  | l−2Qt−1    |
| soortelijke warmte                              | joule per kelvinkilogram          | joule per kelvinkilogram          | J·K−1·kg−1                       | m2·s−2·K−1                       | l2t−2Θ−1   |
| molaire geleiding                               | siemens per vierkante metermol    | siemens per vierkante metermol    | S·m2·mol−1                       | kg−1·mol−1·s3·A2                 | m−1Q2t     |
| complex vermogen                                | voltampère                        | voltampère                        | V·A                              | m2·kg·s−3                        | l2mt−3     |
| elektrische veldsterkte                         | volt per meter                    | volt per meter                    | V·m−1                            | m·kg·s−3·A−1                     | lmQ−1t−2   |
| elektrische geleiding                           | siemens per meter                 | siemens per meter                 | S·m−1                            | m−3·kg−1·s3·A2                   | l−3m−1Q2t  |
| permittiviteit                                  | farad per meter                   | farad per meter                   | F·m−1                            | m−3·kg−1·s4·A2;                  | l−3m−1Q2t2 |
| thermische geleiding                            | watt per meterkelvin              | watt per meterkelvin              | W·m−1·K−1                        | m·kg·s−3·K−1                     | lmt−3Θ−1   |
| warmtecapaciteit, entropie                      | joule per kelvin                  | joule per kelvin                  | J·K−1                            | m2·kg·s−2·K−1                    | l2mt−2Θ−1  |
| molaire warmtecapaciteit, molaire entropie      | joule per kelvinmol               | joule per kelvinmol               | J·K−1·mol−1                      | m2·kg·s−2·K−1·mol−1              | l2mt−2Θ−1  |

## Andere eenheden
Hieronder volgen nog enkele andere regelmatig gebruikte niet-SI-eenheden. Dit kunnen bijvoorbeeld oudere eenheden zijn die nog wel gebruikt worden, of eenheden die zo handig zijn dat men ze blijft gebruiken. Ook genoemd zijn enkele eenheden die strikt genomen geen eenheden zijn, maar wel in het algemeen spraakgebruik zo gezien worden (zoals decibel en magnitude). Sommige van deze eenheden zijn direct te herleiden tot SI-eenheden, zoals de liter (precies 1 dm³) de ångström (precies 0,1 nm) en de minuut (precies 60 s).
| Grootheid                               | Eenheid of eenheden                                                               |
| --------------------------------------- | --------------------------------------------------------------------------------- |
| lengte of afstand, van klein naar groot | ångström, duim, voet, el, mijl, zeemijl, astronomische eenheid, lichtjaar, parsec |
| lage concentraties                      | parts per million (ppm), parts per billion (ppb), parts per trillion (ppt)        |
| druk                                    | mm Hg (of torr), cm H2O, bar, atmosfeer                                           |
| energie                                 | calorie, kilowattuur, elektronvolt, erg                                           |
| frequentie                              | omwentelingen per minuut (rpm)                                                    |
| verhoudingen                            | decibel, dB(A), neper                                                             |
| geurhinder                              | geureenheid                                                                       |
| kracht (gewicht)                        | kilogramkracht                                                                    |
| hoek                                    | graad, minuut, seconde, decimale graad                                            |
| informatie                              | bit, byte, Kb of MB                                                               |
| inhoud                                  | liter, gallon                                                                     |
| lichtsterkte (van sterren)              | magnitude                                                                         |
| massa                                   | gram, ons, pond, atomaire massaeenheid, ton                                       |
| ontploffingskracht                      | kiloton, megaton, teraton                                                         |
| oppervlakte                             | centiare, are, hectare                                                            |
| radioactiviteit                         | curie                                                                             |
| snelheid                                | knoop, kilometer per uur                                                          |
| omvang van telefoonverkeer              | erlang                                                                            |
| temperatuur                             | graden Celsius of Fahrenheit                                                      |
| tijd                                    | minuut, uur, dag, zie verder lijst van eenheden van tijd                          |
| vermogen                                | paardenkracht (pk)                                                                |